# الطريق إلى غوانتانامو
الطريق إلى غوانتانامو هو دراما وثائقية بريطانية أُنتجت في 2006، الفيلم من تأليف وإخراج مايكل ينتربوتوم، يتحدث الفيلم عن ثلاثة مواطنين بريطانيين اعتقلوا في غوانتانامو؛ حيث تم القبض عليهم في عام 2001 في أفغانستان واحتجزوا من قبل الولايات المتحدة لأكثر من عامين في معسكرات الاعتقال في القاعدة البحرية في خليج غوانتانامو في كوبا، عُرض الفيلم لأول مرة في مهرجان برلين السينمائي الدولي في 14 فبراير 2006، وعُرِضَ لأول مرة في المملكة المتحدة على القناة الرابعة البريطانية في 9 مارس 2006.
فاز مخرج الفيلم مايكل ينتربوتوم بجائزة الدب الفضي لأفضل مخرج في مهرجان برلين السينمائي الدولي ال 56، وفاز الفيلم بجائزة الروح المستقلة لأفضل فيلم وثائقي في مهرجان صندانس السينمائي.

## الملخص

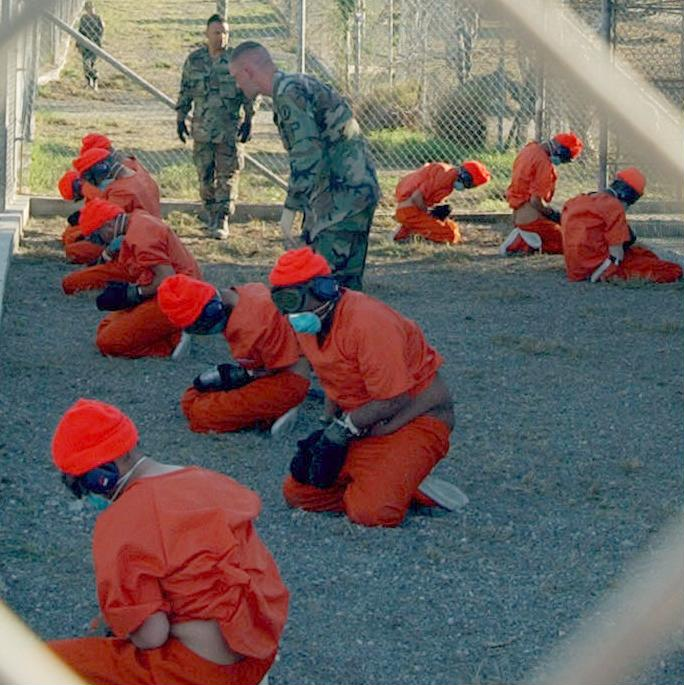
معتقلون يرتدون ملابس برتقالية في قاعدة غوانتانامو تحت حراسة جنود أمريكيين.

الفيلم يصور رحلة روهال أحمد وآصف إقبال وشفيق رسول، وهم ثلاثة شبان بريطانيين من تيبتون في ميدلاندز الغربية.
حيث سافروا إلى باكستان في سبتمبر 2001 بعد أيام فقط من أحداث 11 سبتمبر 2001 لحضور حفل زفاف صديق لهم، ثم قرروا الذهاب في رحلة إلى أفغانستان ليروا ما يحدث في المنطقة.
الفيلم عبارة عن مقابلات مع المعتقلين الثلاثة مع لقطات من أرشيف الأخبار، يصور الفيلم الدرامي لقطات تمثيلية للحظات السفر إلى أفغانستان ولحظات القبض والاعتقال. بعد ما يقرب من شهر قرر الثلاثة العودة إلى باكستان، ولكن تم القبض عليهم من قبل جنود التحالف الشمالي. وسجنوا في قاعدة في مزار شريف، وتم نقلهم بحوزة القوات الأمريكية، حيث تم اعتقالهم لمدة شهر مع السجناء الآخرين، وكانوا يتعرضوا أحيانًا للضرب من قبل جنود الولايات المتحدة. وفي  يناير 2002 تم نقلهم جوًا مع العشرات من إلى خليج غوانتانامو في كوبا، حيث اعتقلوا لأكثر من عامين.

## روابط خارجية
- الطريق إلى غوانتانامو على موقع IMDb (الإنجليزية)
- الطريق إلى غوانتانامو على موقع ميتاكريتيك (الإنجليزية)
- الطريق إلى غوانتانامو على موقع روتن توميتوز (الإنجليزية)
- الطريق إلى غوانتانامو على موقع نتفليكس (الإنجليزية)
- الطريق إلى غوانتانامو على موقع ألو سيني (الفرنسية)
- الطريق إلى غوانتانامو على موقع Turner Classic Movies (الإنجليزية)
- الطريق إلى غوانتانامو على موقع أول موفي (الإنجليزية)
- الطريق إلى غوانتانامو على موقع فيلمافينيتي (الإسبانية)
- الطريق إلى غوانتانامو على موقع قاعدة بيانات الأفلام السويدية (السويدية)
- الطريق إلى غوانتانامو على موقع قاعدة بيانات الفيلم (الإنجليزية)